# مجلس قانون‌گذاری فلسطین

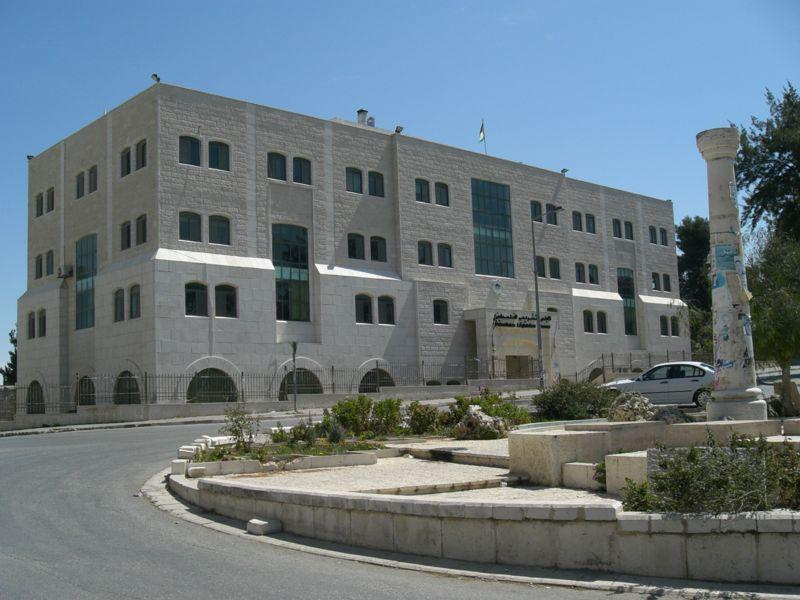
ساختمان مجلس قانون‌گذاری فلسطین در رام‌الله

مجلس قانون‌گذاری فلسطین (به عربی: المجلس التشریعی الفلسطینی) قوه مقننه فلسطین است. مجلس فلسطین از یک مجلس با ۱۳۲ نماینده تشکیل شده که از ۱۱۶ حوزه انتخابی در کرانه باختری و نوار غزه انتخاب می‌شوند.
تعداد اعضای این مجلس پس از بازنگری در قانون انتخابات فلسطین در ژوئن ۲۰۰۵ از ۸۸ به ۱۳۲ افزایش یافت و مقرر شد که نیمی از این کرسی‌ها بر پایه درصد تجمعی آراء هر حزب مشخص شود.
آخرین انتخابات این مجلس در ۲۵ ژانویه ۲۰۰۶ برگزار شد و در نتیجه آن اولین بار اکثریت کرسی‌های این مجلس را از دست سازمان فتح خارج و در اختیار حماس قرار گرفت و حماس را حزب حاکم پارلمان و تشکیل دهنده کابینه ساخت.
جلسات این مجلس از سال ۲۰۰۷ تاکنون به دلیل درگیری فتح و حماس و بازداشت برخی نمایندگان توسط اسرائیل برگزار نشده‌است.

## تاریخچه
تشکیل این مجلس بر اساس موافقتنامه واشینگتن در سپتامبر ۱۹۹۵ صورت گرفت. اولین قانون انتخابات و اختیارات و شکل مجلس از سوی یاسر عرفات تعیین شد و این مجلس در ۲۰ ژانویه ۱۹۹۶ به‌طور رسمی افتتاح شد.

## اختیارات
مجلس فلسطین وظیفه تصویب قوانین و نیز تأیید کلیه مصوبات کابینه که توسط نخست‌وزیر پیشنهاد می‌گردند را برعهده دارد و همچنین می‌بایست شخص نخست‌وزیر را نیز پس از نامزدی توسط رئیس‌جمهور مورد تأیید قرار دهد.
این مجلس برخلاف مجالس سایر کشورهای عربی به‌طور تاریخی از قدرت بسیار زیادی برخوردار است و بارها از طریق تهدید به رأی عدم اعتماد باعث تغییر بسیاری از مصوبات دولت گردیده‌است. این مجلس همچنین به‌طور گسترده‌ای با احضار مقامات بلندپایه به بررسی عملکرد آن‌ها می‌پردازد.

## ترکیب فعلی

ترکیب فعلی مجلس قانون‌گذاری فلسطین

| حزب                                                                             | درصد آراء (به حزب) | شمار آراء | کرسی |
| ------------------------------------------------------------------------------- | ------------------ | --------- | ---- |
| تغییر و اصلاح حماس                                                              | ۴۲٫۹               | ۸۱۷٬۴۳۴   | ۷۴   |
| فتح                                                                             | ۳۹٫۸               | ۴۵۸٬۴۰۳   | ۴۵   |
| شهید ابوعلی مصطفی جبهه خلق برای آزادی فلسطین                                    | ۴٫۱                | ۴۱٬۶۷۱    | ۳    |
| البدیل جبهه دموکراتیک برای آزادی فلسطین حزب خلق فلسطین اتحادیه دموکراتیک فلسطین | ۲٫۸                | ۲۸٬۷۷۹    | ۲    |
| فلسطین مستقل اقدام میهنی فلسطین مستقل‌ها                                         | ۲٫۶                | ۲۶٬۵۵۴    | ۲    |
| آزادی و عدالت جبهه فلسطین عرب                                                   | ۲٫۳                |           | ۲    |
| راه سوم                                                                         | ۲٬۷۲               | ۵۳٬۲۰۰    | ۲    |
| مستقل‌ها                                                                         | -                  | -         | ۴    |
| منبع: ستاد انتخابات، نتایج نهایی                                                |                    |           |      |

## همچنین ببینید
- مجلس ملی فلسطین